# Lauri (Rõuge)
Lauri – wieś w Estonii, w prowincji Võru, w gminie Rõuge.